# Стевиця Ристич
Сте́виця Ри́стич (мак. Стевица Ристиќ, нар. 23 травня 1982, Вршац) — македонський футболіст сербського походження, нападник клубу «Сувон Самсунг Блювінгз».

## Клубна кар'єра
У дорослому футболі дебютував 2003 року виступами за команду клубу «Сілекс», в якій провів чотири сезони, взявши участь у 82 матчах чемпіонату. Більшість часу, проведеного у складі «Сілекса», був основним гравцем атакувальної ланки команди. У складі «Сілекса» був одним з головних бомбардирів команди, маючи середню результативність на рівні 0,7 голу за гру першості.
Згодом з 2007 по 2011 рік грав у складі команд клубів «Чонбук Хьонде Моторс», «Пхохан Стілерс», «Буньодкор» та «Амкар».
До складу клубу «Сувон Самсунг Блювінгз» приєднався 2011 року. Наразі встиг відіграти за сувонську команду 48 матчів в національному чемпіонаті.

## Виступи за збірну
У 2007 році дебютував в офіційних матчах у складі національної збірної Македонії. Наразі провів у формі головної команди країни 17 матчів, забивши 1 гол.